# Jan Goëss
Jan František svobodný pán z Goëssu (německy Johann Franz Freiherr von Goëss, 10. února 1612, Brusel – 19. října 1696, Řím) byl diplomat ve službách Svaté říše římské a habsburských panovníků. Po krátké službě v armádě vstoupil do diplomacie, vynikl ve službách císaře Leopolda I. jako dlouholetý vyslanec v několika evropských zemích a delegát na mírových kongresech. Nakonec se stal knězem, byl jmenován biskupem v Gurku (1676) a kardinálem (1686). I jako duchovní setrvával v diplomatických službách a poslední léta života strávil v Římě jako císařský vyslanec. Krátce vlastnil majetek v Čechách (Obříství), pro své příbuzné vytvořil základy majetkového zázemí v Korutanech. V roce 1654 získal titul barona, jméno Goëss přenesl adopcí na synovce Jana Petra (1667–1716), který byl též diplomatem, získal titul hraběte a založil nový rod Goëssů žijící dodnes v Rakousku.

## Životopis

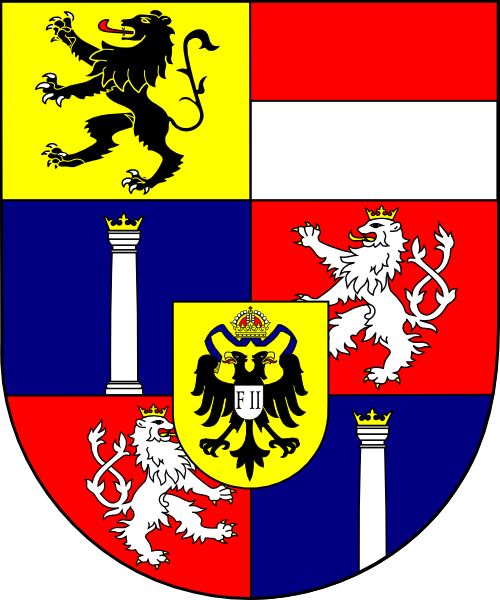
Kardinálský erb Jana Goësse

Pocházel z nizozemské rodiny de Trooch, byl synem císařského důstojníka Petera de Trooch (1590–1664). Po matce Františce byl potomkem staré šlechtického rodiny Goëssů španělsko-portugalského původu. Byl adoptován strýcem Janem Oldřichem Goëssem, který byl císařským plukovníkem a komorníkem, poté začal užívat jméno Goëss. Studoval v Lovani a původně sloužil v armádě, ale díky jazykovým znalostem se ještě během třicetileté války začal uplatňovat jako diplomat. Diplomatickou kariéru začínal v kanceláři knížete Eggenberga, v jehož doprovodu se zúčastnil mise k papeži Urbanovi VIII. (1639), později se podílel na závěrečném znění smlouvy o Vestfálském míru (1648). V roce 1652 byl jmenován říšským dvorním radou a v letech 1657–1662 byl císařským vyslancem v Kodani. V roce 1663 byl vyslán se zvláštní misí do Temešváru k tureckému velkovezírovi Ali Pašovi. Mise byla neúspěšná a následovala válka s Osmanskou říší v letech 1663–1664. Goëss na zpáteční cestě do Vídně těsně unikl pokusu o atentát, což jej přimělo k rozhodnutí stát se knězem. Nadále ale působil jako diplomat a v letech 1665–1674 byl císařským vyslancem u braniborského kurfiřta v Berlíně.

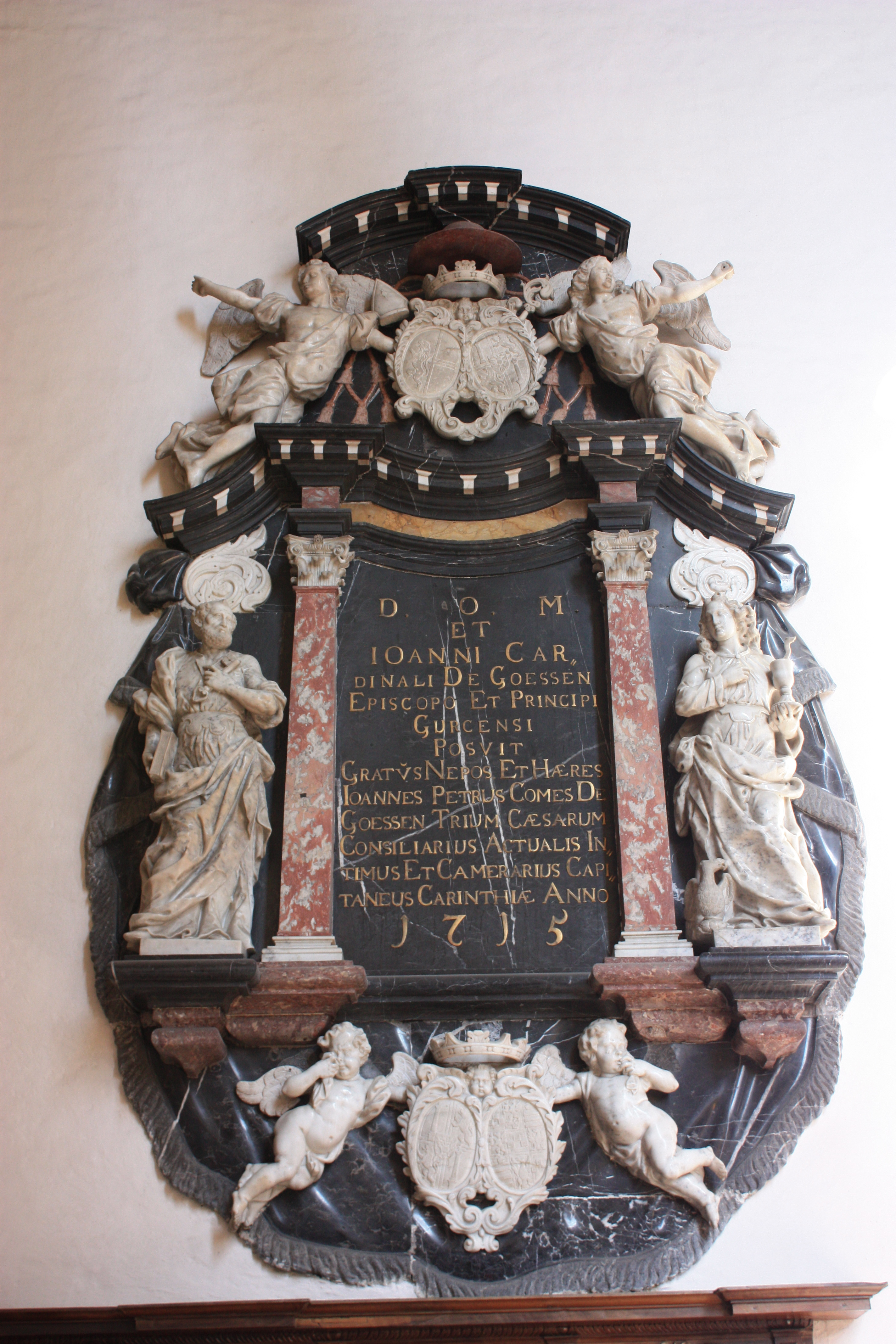
Epitaf Jana Goësse v kostele sv. Mikuláše ve Strassburgu (Korutany)

V roce 1675 byl jmenován biskupem v Gurku, ačkoliv dosud neměl kněžské svěcení. Vysvěcen byl až v roce 1676 a v gurské diecézi vyvinul bohatou stavební činnost. Jako sídlo gurského biskupa měla sloužit rezidence Strassburg v Korutanech přestavěná v letech 1680–1690.
V roce 1687 zakoupil v Korutansku pro své příbuzné panství Karlsberg, které se později stalo základem pozemkového vlastnictví rodiny až do 20. století. Mimo jiné byl od roku 1668 držitelem českého inkolátu, v Čechách měl již předtím majetek. V roce 1655 koupil od knížete Václava Popela z Lobkovic panství Obříství. Zdejší zchátralý zámek ovšem nikdy nenavštívil, výnosy z panství měly pokrýt jeho náklady v diplomatických misích. V roce 1666 prodal Obříství Ferdinandu Vilému Slavatovi.
Goëss podnikl několik diplomatických cest do Říma, v letech 1678–1679 byl hlavním zástupcem Leopolda I. na mírových jednáních v Nijmegenu, která měla ukončit sérii válek v Evropě během 70. let 17. století. Goëssovými zástupci zde byli čeští šlechtici František Oldřich Kinský a Karel Ferdinand z Valdštejna. Ačkoliv byl Goëss za tuto misi honorován vysokou částkou 27 000 zlatých, po skončení kongresu musel v Nijmegenu setrvat ještě několik měsíců, protože neměl finance na zpáteční cestu a čekal na proplacení příslušné částky od dvorské komory. V roce 1686 byl jmenován kardinálem a v letech 1689 a 1691 se zúčastnil konkláve. Poslední léta života strávil v Římě, v letech 1694–1695 byl stálým císařským vyslancem u Svatého stolce.
Zemřel v Římě, kde je také pohřben. Ve své poslední vůli kromě odkazu příbuzným zanechal také 25 000 zlatých na dobročinné účely v Uhrách.
V roce 1654 byl povýšen do stavu svobodných pánů, platnost titulu byla v roce 1672 rozšířena pro synovce Davida Františka a Jana Petra z rodiny de Gheeteren, které adoptoval. Pokračovatelem jména Goëss byl synovec Jan Petr (1667–1716), který byl také diplomatem a v roce 1693 získal hraběcí titul.